# Anurida balatovae
Anurida balatovae is een springstaartensoort uit de familie van de Neanuridae. De wetenschappelijke naam van de soort is voor het eerst geldig gepubliceerd in 1970 door Rusek.